# خلف الحبايب (فلم)
خلف الحبايب، فيلم مصري من إنتاج عام 1939، بطولة فوزي الجزايرلي وإحسان الجزايرلي، إخراج فؤاد الجزايرلي.

## فريق العمل
- فوزي الجزايرلي
- إحسان الجزايرلي
- عباس فارس
- عقيلة راتب
- تحية كاريوكا
- أنور وجدي
- محمد عبد المطلب
- إسماعيل ياسين

## روابط خارجية
- مقالات تستعمل روابط فنية بلا صلة مع ويكي بيانات